# Bolitoglossa obscura
Espèce
Statut de conservation UICN

 VU D2 : Vulnérable
Bolitoglossa obscura est une espèce d'urodèles de la famille des Plethodontidae.

## Répartition
Cette espèce est endémique de la province de Cartago au Costa Rica. Elle n'est connue que de sa localité type, Quebrada Valverde, à 8 km au sud de Tapantí, dans le parc national Tapantí, à environ 1 555 m d'altitude.

## Description
La femelle holotype mesure 87,7 mm.

## Étymologie
Son nom d'espèce, du latin obscura, « sombre, non claire », lui a été donné en référence à la difficile détermination de cette espèce qui ressemble à nombre de salamandres de teinte sombre du genre Bolitoglossa.

## Publication originale
- Hanken, Wake & Savage, 2005 : A solution to the large black salamander problem (genus Bolitoglossa) in Costa Rica and Panamá. Copeia, vol. 2005, no 2, p. 227-245 (texte intégral).